# Chris Rehorst
Christiaan Martinus (Chris) Rehorst (Groningen, 16 september 1947 – Den Haag, 13 oktober 2024) was een Nederlands kunsthistoricus en van 1985 tot 2000 directeur van de Koninklijke Academie van Beeldende Kunsten in Den Haag.

## Loopbaan
Rehorst studeerde kunstgeschiedenis en promoveerde te Leiden in 1982 op de architect Jan Buijs (1889-1961). Daarna was hij werkzaam en docent bij het Kunsthistorisch Instituut van de Faculteit der Letteren bij de Rijksuniversiteit Leiden, onder andere inzake de geschiedenis van de bouwkunst. Vanaf 1985 was hij directeur van de Koninklijke Academie van Beeldende Kunsten in Den Haag, hetgeen hij vijftien jaar zou blijven. In 2005 begon hij met zijn echtgenote Marianne Veldhoven een galerie van moderne kunst in hun woonplaats Den Haag; ze waren ook betrokken bij de uitgeverij Comma waar ze beiden publiceerden. Beiden werkten mee aan een boek over 50 jaar Rotary Club Scheveningen. 1952-2002. 
In 2004 schreef Rehorst een boekje over de schilder Anton Labberton (1904-1987) ter gelegenheid van een tentoonstelling in Pulchri Studio voor diens honderdste verjaardag. In 2005 stelde hij een uitgave samen over de kunstschilder Gerard Coljé (1922-2014).

## Privéleven
Van 1972 tot 1976 was hij getrouwd met classica dr. Ria van der Lecq, en van 1979 tot 1984 met de kunsthistorica dr. Caroline Freiin de Westenholz. Daarna hertrouwde hij met Marianne Veldhoven. Rehorst overleed in 2024 op 77-jarige leeftijd.